# Nenowci
Nenowci (bułg. Неновци) – wieś w środkowej Bułgarii, w obwodzie Gabrowo, w gminie Trjawna. Obecnie miejscowość jest niezamieszkana.